# La pianola
La pianola (Player Piano en su título original en inglés), publicada en 1952, es la primera novela del escritor estadounidense Kurt Vonnegut. Es una distopía que describe un mundo en el que los trabajadores humanos han sido sustituidos por máquinas. 
Vonnegut utiliza la pianola del título como metáfora de como la sociedad imaginaria de la novela es dirigida por máquinas en vez de personas. Las teclas de la pianola se mueven de manera automática de acuerdo con la anotación música perforada en un rollo de papel, dando la impresión de que las tocan un músico invisible.  Sin embargo, al igual que un piano normal, se puede tocarlo con las manos de un ser humano, y Vonnegut hace que el amigo del protagonista, un miembro del grupo subversivo, el Ghost Shirt Society, toca una pianola para sugerir que los humanos podrían retomar el control.
En una entrevista en 1973 para la revista Playboy Vonnegut comentó su inspiración a la hora de escribir la novela, confesando que había «alegremente copiado la idea de Brave New World, que, a su vez, había alegremente sido copiado de Nosotros de Yevgeny Zamyatin».